# 1.22.03.ACOUSTIC
『1.22.03.ACOUSTIC』は、アメリカ合衆国のロック・バンド、マルーン5が2004年に発表したEP。

## 解説
デビュー・アルバム『ソングス・アバウト・ジェーン』からの5曲とビートルズのカヴァー「イフ・アイ・フェル」のアコースティック・ライヴ、それにボーナス・トラック「ハイウェイ・トゥ・ヘル」（AC/DCのカヴァー、この曲のみエレクトリック・アレンジ）を含む内容である。「ハイウェイ・トゥ・ヘル」のみハンブルクでのライブ録音で、その他の曲は2003年1月22日にニューヨークのザ・ヒット・ファクトリーで録音された。
Stephen Thomas Erlewineはオールミュージックにおいて5点満点中3点を付け「骨格だけのアレンジにより、強力かつ音楽的なソングライティングが強調されているため、アダム・レヴィーンとジェシー・カーマイケルの作曲能力は、この虚飾を剥ぎ取ったセッティングにおいても、前述したヒット曲を通じて輝きを放っている」と評している。

## 収録曲
| #  | タイトル                                          | 作詞・作曲                                         | 時間 |
| -- | ------------------------------------------------- | -------------------------------------------------- | ---- |
| 1. | 「ディス・ラヴ」(This Love)                       | アダム・レヴィーン／ジェシー・カーマイケル         | 4:15 |
| 2. | 「サンデイ・モーニング」(Sunday Morning)          | アダム・レヴィーン／ジェシー・カーマイケル         | 4:14 |
| 3. | 「シー・ウィル・ビー・ラヴド」(She Will Be Loved) | アダム・レヴィーン／ジェームス・バレンタイン       | 4:36 |
| 4. | 「ハーダー・トゥ・ブリーズ」(Harder to Breathe)   | アダム・レヴィーン／ジェシー・カーマイケル         | 3:09 |
| 5. | 「ザ・サン」(The Sun)                             | アダム・レヴィーン                                 | 5:18 |
| 6. | 「イフ・アイ・フェル」(If I Fell)                 | レノン＝マッカートニー                             | 3:23 |
| 7. | 「ハイウェイ・トゥ・ヘル」(Highway to Hell)       | ボン・スコット／アンガス・ヤング／マルコム・ヤング | 4:29 |

## 参加ミュージシャン
- アダム・レヴィーン：ボーカル、ギター
- ジェームス・バレンタイン：ギター
- ミッキー・マデン：ベース
- ジェシー・カーマイケル：ピアノ、ギター、バック・ボーカル
- ライアン・デューシック：パーカッション、バック・ボーカル